# 48
48 (XLVIII) var ett skottår som började en måndag i den julianska kalendern.

## Händelser

### Okänt datum
- Den romerske kejsaren Claudius insätter Agrippa II som överintendent i Jerusalems tempel.
- Sedan han har låtit avrätta sin hustru Messalina, får Claudius senatens bifall till att gifta sig med sin brorsdotter, Agrippina.
- Silurerna revolterar, med hjälp av Caratacus, mot romarna i Britannien.
- Galliska adelsmän insläpps i den romerska senaten. Claudius ger rätten att bli romerska medborgare till aeduerna.
- Hunnerriket Hsiung-nu upplöses.
- Kejsar Guang Wudi (Kouang Wou-Ti) av Kina, återupprättar kinesisk överhöghet över inre Mongoliet. Xiongnufolket inkorporeras och bildar vakt för rikets norra gräns.

## Födda
- Cai Lun, kinesisk forskare och uppfinnare av papper

## Avlidna
- Messalina, romersk kejsarinna, kejsar Claudius tredje hustru (avrättad)